# District de Südoststeiermark
Le district de Südoststeiermark (Bezirk Südoststeiermark en allemand, littéralement district de la Styrie-du-Sud-Est) est une subdivision territoriale du Land de Styrie en Autriche créée le 1er janvier 2013 par la fusion des anciens districts de Feldbach et Radkersburg. Son chef-lieu est Feldbach.

## Communes
Les communes du district sont :
- Bad Gleichenberg
- Bad Radkersburg
- Deutsch Goritz
- Edelsbach bei Feldbach
- Eichkögl
- Fehring
- Feldbach
- Gnas
- Halbenrain
- Jagerberg
- Kapfenstein
- Kirchbach-Zerlach
- Kirchberg an der Raab
- Klöch
- Mettersdorf am Saßbach
- Mureck
- Paldau
- Pirching am Traubenberg
- Riegersburg
- Sankt Anna am Aigen
- Sankt Peter am Ottersbach
- Sankt Stefan im Rosental
- Straden
- Tieschen
- Unterlamm